# Tratado de San Ildefonso (1777)
El Tratado de San Ildefonso de 1777 fue un acuerdo firmado entre España y Portugal el 1 de octubre de 1777 por el que se fijaban las fronteras entre ambos países en Sudamérica. Los portugueses cedían la Colonia del Sacramento y la Isla San Gabriel (sur del actual Uruguay) a España, más las islas de Annobón y Fernando Poo en aguas de la Guinea, a cambio de la retirada española de la isla de Santa Catalina, en la costa sur de Brasil. 

## Antecedentes

### Tratado de Tordesillas

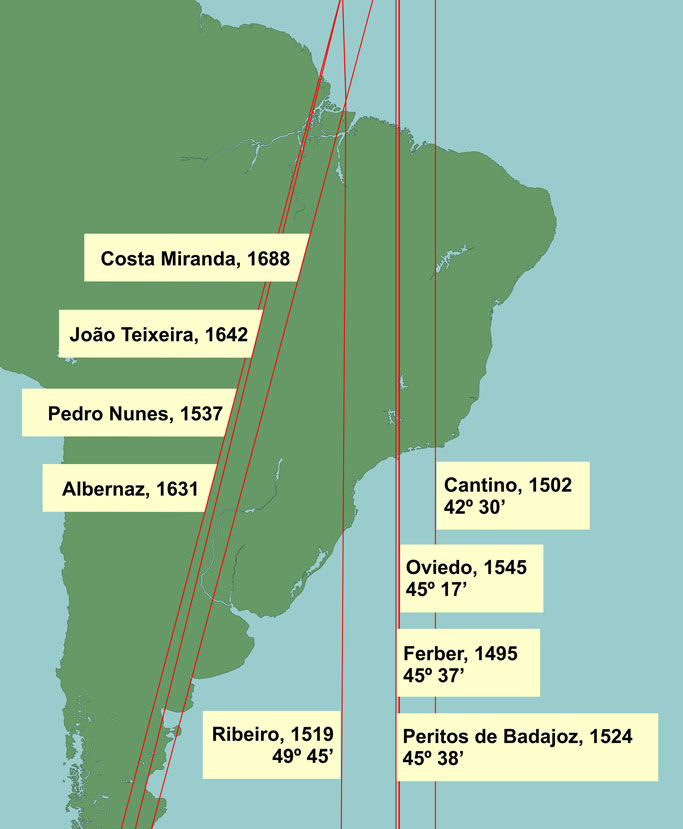
El meridiano de Tordesillas según distintos cartógrafos.

Los conflictos diplomáticos y militares entre España y Portugal sobre los límites de sus colonias en América se remontan a la fecha misma de su descubrimiento en 1492. Al año siguiente el papa Alejandro VI promulgó las Bulas Alejandrinas, también llamadas Inter caetera, concediendo a España la posesión de los nuevos territorios descubiertos y por descubrir al oeste del meridiano a 100 leguas al oeste del cabo Verde, y a Portugal los territorios al este.  Ante las reclamaciones portuguesas, en 1494 se firmó el tratado de Tordesillas, por el que esta línea de demarcación se trasladó 270 leguas más al oeste (370 leguas al oeste del cabo Verde). Pero la rudimentaria cartografía de la época impidió establecer con exactitud dicha línea, llevando a distintas interpretaciones sobre los límites entre ambos países.

### SigloXVII
Durante el periodo en el que Portugal estuvo bajo el gobierno de la Casa de Austria como el resto de España (1580-1640) en una unión dinástica aeque principaliter, las desavenencias territoriales quedaron aparcadas, pero con el reconocimiento oficial por parte de España de la independencia de Portugal según el tratado de Lisboa de 1668 volvieron los conflictos. En enero de 1680 el gobernador de Río de Janeiro, Manuel Lobo, fundó la Colonia del Sacramento en un territorio reputado por España como propio; en agosto del mismo año el gobernador español de Buenos Aires José de Garro ocupó militarmente el nuevo asentamiento. El tratado provisional de Lisboa de 1681 establecía la retirada de las tropas españolas y la creación de una comisión mixta que resolviese la situación, pero esta comisión no consiguió establecer un acuerdo.

### SigloXVIII
Por el tratado de Lisboa de 1701 España cedió nuevamente la Colonia del Sacramento, pero la ruptura del acuerdo dos años después provocó su ocupación militar. El tratado de Utrecht de 1715 la devolvió a Portugal. En 1726 Felipe V dispuso la fundación de la ciudad de Montevideo en el territorio en disputa.

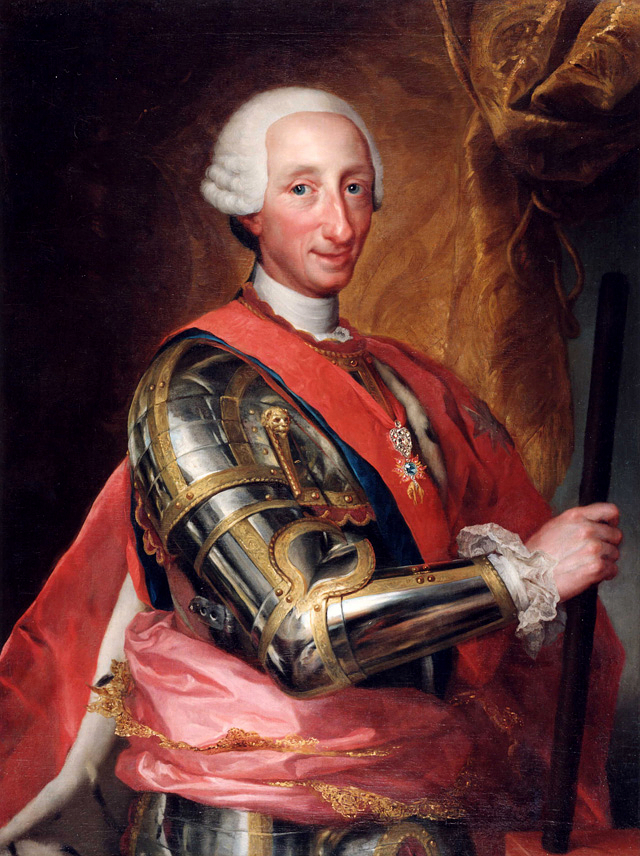
Carlos III de España.

En 1750 se firmó el tratado de Madrid, anulado por el tratado de El Pardo de 1761. En 1762 España entró en la guerra de los siete años en el bando opuesto a Portugal. En 1763 la guerra terminó con la firma del tratado de París, que incluía la restitución de Colonia a Portugal. Promovida por el Marqués de Pombal, en 1766 una expedición militar portuguesa ocupó los fuertes españoles de Santa Tecla, Santa Teresa y Montevideo. En respuesta España envió a Francisco Javier Everardo-Tilly y Pedro de Cevallos, que tomaron militarmente la isla de Santa Catalina y recuperaron los territorios ocupados por los portugueses en la Segunda expedición de Cevallos a Río Grande.

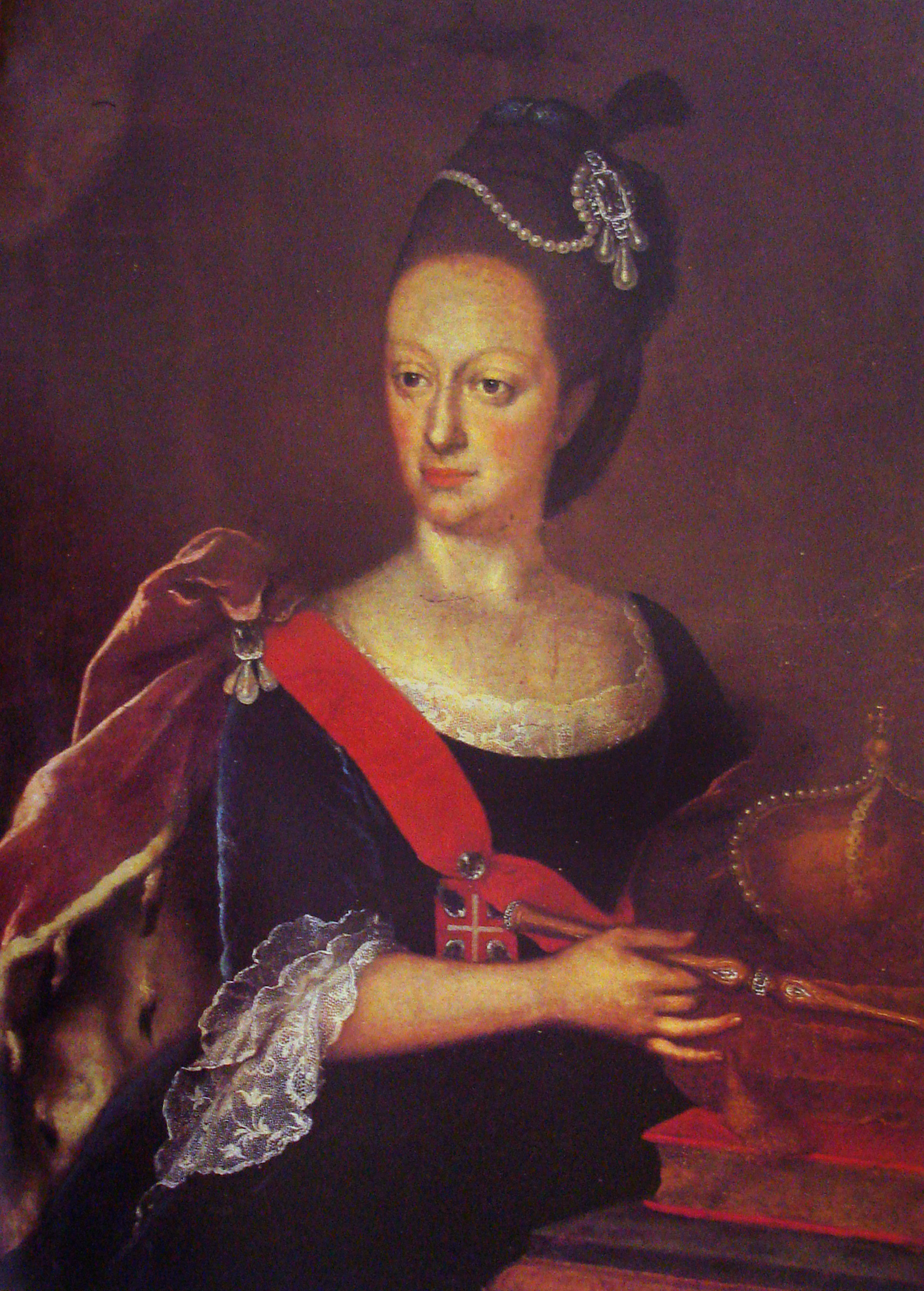
María I de Portugal.

Tras la muerte de José I de Portugal en febrero de 1777 y el ascenso al trono de su hija María I de Portugal (sobrina de Carlos III de España por parte de madre), el nuevo gobierno portugués suspendió al marqués de Pombal, destacado partidario de la sucesión masculina, y buscó el acuerdo con España.

## Acuerdos
El 1 de octubre de 1777 en el Palacio Real de La Granja de San Ildefonso, el conde de Floridablanca en representación de Carlos III de España y Francisco Inocencio de Souza Coutinho en nombre de la reina María I de Portugal firmaron el acuerdo «con el sincero deseo de extinguir las desavenencias que ha habido entre las coronas de España y Portugal y sus respectivos vasallos por casi el espacio de tres siglos sobre los límites de sus dominios de América y Asia». Las principales condiciones del tratado fueron las siguientes:
- Habría paz entre ambos países.
- Ratificación de los tratados de Lisboa (1668), Utrecht (1715) y París (1763).
- Liberación de los prisioneros de ambos bandos. Restitución mutua de las presas navales hechas desde 1763. Como el San Agustín.
- La frontera entre ambos países quedaba delimitada por una línea trazada siguiendo el curso de los ríos relacionados a continuación; en las zonas montañosas se fijó en los puntos más altos de las cordilleras que separasen las cabeceras de los ríos: arroyo de Chuy, laguna Merín, río Piratiní (que generó controversias), la cabecera del río Negro, río Pepirí Guazú hasta su cabecera y de allí a la del río San Antonio, río Iguazú, Paraná el controvertido Igurey aguas arriba hasta su nacimiento. Desde allí hasta la cabecera del río Corrientes y siguiendo el curso de este por el río Paraguay[2] hasta la desembocadura en él del Yaurú. De allí en línea recta hacia el oeste hasta el río Guaporé, bajando el río Madeira; desde el punto equidistante entre la desembocadura del Mamoré en el Madera y el río Amazonas la frontera iría en línea recta hacia el este hasta el río Yabarí; bajando por el Amazonas hasta el Yapurá, río Negro y Orinoco hasta su desembocadura en el océano Atlántico. La Colonia del Sacramento y la Isla San Gabriel quedaban definitivamente en manos de España.
- La navegación por los ríos mencionados en los tramos en los que éstos formasen frontera sería libre para ambos países.
- Formación de una comisión mixta para fijar sobre el terreno los límites.
- España evacuaría la isla de Santa Catalina; Portugal debería negar la entrada en este puerto a barcos que no fueran españoles o portugueses.
- Negación de los puertos de ambos países firmantes a los navíos de países enemigos de cualquiera de ellos, y a cualquier navío de cualquier bandera que llevase contrabando.
- Cesión de las islas de Annobón y Fernando Poo, en la costa occidental africana, a España.
- Renuncia de ambas partes a los derechos sobre los territorios de la otra parte firmante establecidos mediante este acuerdo. Renuncia de Portugal a los posibles derechos sobre las islas Filipinas y Marianas.

Imperio español y portugués en 1790. Se muestra la frontera establecida en el Tratado de San Ildefonso.

## Consecuencias
Este tratado supuso un acercamiento entre ambas coronas, después de décadas de enfrentamientos y disputas desde la independencia portuguesa en 1640 y la alianza lusa con Inglaterra. El tratado sería ratificado en el tratado de amistad, garantía y comercio firmado en El Pardo en 1778.